# Gråhuvad fulvetta
Gråhuvad fulvetta (Fulvetta cinereiceps) är en asiatisk fågel som numera placeras i familjen papegojnäbbar inom ordningen tättingar. Arten är endemisk för Kina. Beståndet anses vara livskraftigt.

## Kännetecken

### Utseende
Gråhuvad fulvetta är en liten (11-12 cm) men distinkt tecknad fulvetta med tydligt vitt, stort öga. Huvud, rygg och mantel är mörkt gråbruna, med mörkare längsgående hjässband som löper bakåt mot sidan av nacken, och undersidan är fint streckat gråvit. Vingarna är varmare orangebruna med gråkantade svarta handpennor. Övergumpen är också orangebrun, liksom de yttre stjärtpennorna på den rätt långa och rundade stjärten, medan de centrala stjärtpennorna är brunsvarta.

### Läten
Bland lätena hörs ett ljust och tunt "see-see" och meslika "cheep". Sången består av tre till fyra skallrande toner.

## Utbredning och systematik
Gråhuvad fulvetta förekommer enbart i Kina. Den delas upp i fyra underarter med följande utbredning:
- Fulvetta cinereiceps guttaticollis – höglänta områden i sydöstra Kina (nordvästra Fujian), flyttar till norra Guangdong
- Fulvetta cinereiceps fucata – centrala Kina (Hubei till södra Hunan och södra Shaanxi)
- Fulvetta cinereiceps cinereiceps – västcentrala Kina (västra Hubei till västra Sichuan)
- Fulvetta cinereiceps fessa – västcentrala Kina (södra Shaanxi och Gansu)

Gråörad fulvetta och taiwanfulvetta inkluderades tidigare i arten och vissa gör det fortfarande.

### Släktes- och familjetillhörighet
Tidigare behandlades fulvettorna som timalior och placerades i släktet Alcippe, men DNA-studier visar att arterna i Alcippe endast är avlägset släkt med varandra, så pass att de numera placeras i flera olika familjer. Fulvettorna är en del av en grupp i övrigt bestående av papegojnäbbarna, den amerikanska arten messmyg, de tidigare cistikolorna i Rhopophilus samt en handfull släkten som tidigare också ansågs vara timalior (Lioparus, Chrysomma, Moupinia och Myzornis). Denna grupp är i sin tur närmast släkt med sylvior i Sylviidae och har tidigare inkluderats i den familjen. Enligt sentida studier skilde sig dock de båda grupperna sig åt för hela cirka 19 miljoner år sedan, varför tongivande International Ornithological Congress (IOC) numera urskilt dem till en egen familj, Paradoxornithidae. Denna linje följs här.

## Levnadssätt
Gråhuvad fulvetta förekommer i bambu och undervegetation i både löv- och barrskog. Den födosöker aktivt som en mes på jakt efter insekter och små mollusker. Den häckar mellan april och juni. Arten är stannfågel.

## Status och hot
Arten har ett relativt stort utbredningsområde, men tros minska i antal, dock inte tillräckligt kraftigt för att den ska betraktas som hotad. Internationella naturvårdsunionen IUCN listar arten som livskraftig (LC). Världspopulationen är inte uppskattad, men den beskrivs som vanlig och vida spridd i södra Kina.

## Namn
Fulvetta är diminutiv av latinska fulvus, "gulbrun", det vill säga "den lilla gulbruna".